# Погост Дмитриевский
Погост Дмитриевский — деревня в Вологодском районе Вологодской области.
Входит в состав Старосельского сельского поселения (с 1 января 2006 года по 8 апреля 2009 года входила в Кипеловское сельское поселение), с точки зрения административно-территориального деления — в Кипеловский сельсовет.
Расстояние до районного центра Вологды по автодороге — 68 км.
По переписи 2002 года население — 4 человека.

## История
До 28 декабря 2001 года Погост Дмитриевский имел статус села.
В деревне находится захоронение 98 солдат ВОВ, погибших в воинском лагере при железнодорожной станции Кущуба. На месте захоронения были установлены мемориальные плиты.